# Archiviazione
L'archiviazione, nel diritto processuale penale italiano, è l'atto con cui si dispone di interrompere un procedimento penale senza che venga formulata un'accusa.
Viene richiesta dal pubblico ministero - al termine delle indagini preliminari - al giudice per le indagini preliminari (GIP) che è l'organo competente a disporla, quando non sussistono più le condizioni della prosecuzione di un procedimento penale.

## Caratteristiche generali
In particolare il pubblico ministero può proporla tramite richiesta di archiviazione, oppure, successivamente, il GIP può disporla tramite decreto. Con essa si pone fine alle indagini preliminari: infatti, nonostante nell'ordinamento italiano viga il principio di obbligatorietà dell'azione penale, è comunque previsto un istituto che permetta al pubblico ministero, qualora non vi siano elementi validi, di terminare le indagini qualora da esse non risultino elementi necessari per l'esercizio di una eventuale azione penale.
Gli elementi ed i requisiti sono espressamente stabiliti dagli articoli 408, 410, 411 e 415 del codice di procedura penale.

## Procedimento
L'art. 408 comma 1 parla della "infondatezza della notizia di reato": secondo la giurisprudenza e la dottrina, si può parlare di infondatezza quando, al termine delle indagini preliminari, il pubblico ministero non sia in possesso di elementi idonei a sostenere l'accusa nel processo penale e logicamente, si possa dedurre che, in caso di rinvio a giudizio chiesto durante l'udienza preliminare, questa si concluderebbe con una sentenza di non luogo a procedere o, nella fase del processo penale, questo si concluderebbe con una sentenza di assoluzione per mancanza di elementi probatori che giustifichino la condanna dell'imputato.
L'art. 125 Disp. att. c.p.p. prevede inoltre che il pubblico ministero richieda l'emissione del Decreto d'archiviazione allorché gli elementi indiziari acquisiti nel corso delle indagini preliminari non sono idonei a sostenere l'accusa in giudizio.
Il secondo comma dell'art. 408 c.p.p. è invece dedicato alla persona offesa dal reato e alla sua possibilità di opporsi all'archiviazione. Se il giudice non ritenga di accogliere senz'altro la richiesta d'archiviazione, fissa udienza in Camera di Consiglio dandone avviso al Pubblico Ministero, al Procuratore Generale presso la Corte d'Appello, all'indagato (quando una persona sia stata registrata nel ruolo generale come indagato), nonché alla persona offesa e ai difensori.
La richiesta di archiviazione è l'atto con cui il pubblico ministero, terminate le indagini nei confronti dell'indagato, non ritenendo di dover esercitare l'azione penale, richiede al Giudice per le indagini preliminari l'archiviazione.
Questo può avvenire sia nel caso in cui il pubblico ministero ritenga infondata la notizia di reato (ovvero reputi gli indizi inidonei a sostenere l'accusa in un eventuale giudizio), sia quando difetti una condizione di procedibilità (querela, autorizzazione, richiesta del Ministro guardasigilli) ovvero il reato sia estinto (per esempio per avvenuta prescrizione ovvero per intervenuta remissione della querela) ovvero i fatti non siano preveduti dalla legge come reato.
Da precisare che quando il pubblico ministero richiede l'archiviazione, la competenza a decidere di tale richiesta è del Giudice per le indagini preliminari (GIP); quando invece il pubblico ministero richiede il rinvio a giudizio (salvi i casi di citazione diretta a giudizio) la competenza a decidere spetta al Giudice dell'udienza preliminare (GUP). Sia il GIP sia il GUP sono del tutto autonomi nella decisione. Possono quindi non accogliere le richieste del pubblico ministero.
Il decreto di archiviazione non assume valenza di cosa giudicata (non dispiegando effetti in giudizi civili o amministrativi) e non preclude, per il futuro, un'eventuale riapertura delle indagini che verrà richiesta dal pubblico ministero al GIP nel caso sorgano nuovi elementi idonei a sostenere l'accusa nel processo. A quel punto il giudice potrà disporre sia direttamente il rinvio a giudizio sia solo la riapertura delle indagini con eventuale rinvio a giudizio in una fase successiva.
L'art. 409, comma sesto c.p.p. prevede che avverso il decreto d'archiviazione può proporsi ricorso per Cassazione solamente nei casi di nullità preveduti all'art. 127, comma quinto del medesimo Codice, vale a dire, sostanzialmente, per inosservanza delle norme sull'instaurazione del contraddittorio nei procedimenti in camera di consiglio. La Suprema Corte di Cassazione peraltro, con sentenza 1560/1999 Sezione I Penale ha ammesso la ricorribilità per Cassazione allorché il decreto d'archiviazione abbia carattere d'abnormità.